# Ambasada RP w Hadze
Ambasada Rzeczypospolitej Polskiej w Królestwie Niderlandów z siedzibą w Hadze (nid. Ambassade van de Republiek Polen) – polska misja dyplomatyczna w administracyjnej stolicy Królestwa Niderlandów.
Ambasador RP w Hadze jest również stałym przedstawicielem RP przy Organizacji ds. Zakazu Broni Chemicznej.

## Struktura placówki
- Wydział Polityczno-Ekonomiczny
- Wydział Konsularny i Polonii
- Referat ds. Administracyjno-Finansowych
- Ataszat Obrony

## Historia
Relacje polsko-holenderskie sięgają czasów średniowiecza, a królowie polscy wysyłali swoich przedstawicieli do Holandii co najmniej od XVI w. Po odzyskaniu niepodległości Polska nawiązała stosunki dyplomatyczne z Holandią i w 1919 wysłała do tego państwa swojego dyplomatę. W czasie okupacji Holandii przez Niemców podczas II wojny światowej ambasada mieściła się w Londynie. W 1945 przedstawiciel RP Stanisław Sroczyński powrócił do Holandii. 6 lipca 1945 rząd holenderski po wycofaniu uznania dla rządu polskiego w Londynie uznał komunistyczne władze w Warszawie i z końcem tego roku nawiązał z nimi stosunki dyplomatyczne. W 1946 mianowany został pierwszy poseł komunistycznej Polski w Holandii. Od 1965 polscy przedstawiciele w Holandii mianowani są w randze ambasadora.
Do 15 grudnia 2017 przy ambasadzie funkcjonował Wydział Promocji Handlu i Inwestycji (Van Lennepweg 51, 2597 LG Haga).

## Konsulaty honorowe RP
Konsulaty honorowe RP w Holandii:
- Amsterdam
- Elst